# Debrecen látnivalói
Az alábbi lista tartalmazza Debrecen turisztikai szempontból legfontosabb látnivalóit. A belvárosi látnivalókat lásd a Belváros (Debrecen) szócikkben.

## Templomok
- Árpád téri református templom
- Görögkatolikus templom
- Csonkatemplom
- Debreceni Biblia Baptista Gyülekezet
- Kápolnás utcai zsinagóga
- Mester utcai református templom
- Miklós utcai evangélikus templom
- Nagytemplom
- Pásti utcai zsinagóga
- Római Katolikus Temetőkápolna
- Szent Anna-székesegyház
- Szent László-templom
- Verestemplom

## Múzeumok
- Delizsánsz kiállítóterem
- Déri Múzeum
- Erdőspusztai bemutatóház
- Holló László Emlékmúzeum
- Irodalmi Múzeum
- Medgyessy Ferenc Emlékmúzeum
- MODEM Modern és Kortárs Művészeti Központ
- Mű-Terem Galéria
- Tímárház

## Szobrok
- 1956-os emlékmű
- Bocskai István szobra
- Csokonai-síremlék
- Csokonai Vitéz Mihály szobra
- Debreceni család
- Debreceni világháborús emlékművek
- Déri téri szobrok
- Egyetemi szobrok
- Fazekas Mihály emlékoszlopa
- Fazekas Mihály és Diószegi Sámuel emlékműve
- Gályarabok emlékműve
- Kossuth szoborcsoport
- Kölcsey Ferenc szobra
- Magyar Fájdalom szobra
- Medgyessy-szobrok
- Nagyerdei szobrok
- Nagysándor József emlékoszlopa
- Országzászló
- Petőfi Sándor szobra
- Sesztina-síremlék
- Szabó Lőrinc szobra
- Tisza István szobra

## Zöldövezet
- Állatkert
- Aquaticum Mediterrán Élményfürdő
- Botanikus kert
- Emlékkert
- Debreceni Gyógyfürdő
- Erdőspuszták
- Hősök temetője
- Nagyerdő

## Egyéb látnivalók
- Aranybika szálloda
- Astradomus Planetárium
- Balogh Péter-féle lakóház
- Csokonai Színház
- Csokonai szülőháza
- Debreceni Egyetem
- Debreceni Református Kollégium
- Hortobágy-malom
- Kereskedelmi és Iparkamara
- Kölcsey Ferenc Református Tanítóképző Főiskola
- Kölcsey Központ
- Líciumfa
- Megyeháza
- Pénzügyi Palota
- Podmaniczky-ház
- Püspöki Hivatal
- Püspöki Palota
- Ravatalozó és Krematórium
- Régi Városháza
- Régi Vígadó
- Serház
- Vidámpark
- volt Angol Királynő szálló
- volt Diószegi-ház
- volt Kisdebrecen vendéglő
- volt Zenede palota
- Zsuzsi Erdei Vasút